# Daviesia stricta
Daviesia stricta är en ärtväxtart som beskrevs av Michael Douglas Crisp. Daviesia stricta ingår i släktet Daviesia, och familjen ärtväxter. Inga underarter finns listade i Catalogue of Life.